# Gabriele Varano
Gabriele Varano (Teramo, 7 maggio 1933) è un musicista italiano.
E noto per essere stato per anni il sassofonista di Peppino di Capri nella formazione dei Rockers
Inizia la sua attività musicale da autodidatta suonando jazz con il clarinetto. Nel 1956 inizia a suonare il sax tenore nella formazione del cantante Totò Ruta. Sul finire del 1958 entra nel complesso quasi esordiente del cantante caprese, sostituendo il romano Lello Arzilli.
Varano diede un notevole contributo all'identità musicale del cantante e del complesso nei primi anni sessanta, caratterizzando con i suoi assoli di sax molti successi quali Let's twist again, St. Tropez twist, Baby, Solo due righe e molti altri. In alcuni brani suonava anche il flauto e il sax soprano.
Il musicista collaborò con di Capri in tutte le incisioni ed esibizioni fino al 1968, anno in cui dopo un periodo di crisi, il primo gruppo dei Rockers si sciolse. Varano si ritirò  a vita privata, suonando occasionalmente con musicisti amici, e lavorando come impresario alla Dischi Ricordi e alla Fonit Cetra.
Nel 1994 ha scritto con Antonello De Sanctis e Gianni Sanjust la canzone Angeli nel ghetto, interpretata da Nek.